# Amyris magnifolia
Amyris magnifolia är en vinruteväxtart som beskrevs av Gómez-laur. & Q.Jimenez. Amyris magnifolia ingår i släktet Amyris och familjen vinruteväxter. Inga underarter finns listade i Catalogue of Life.